# Vallader

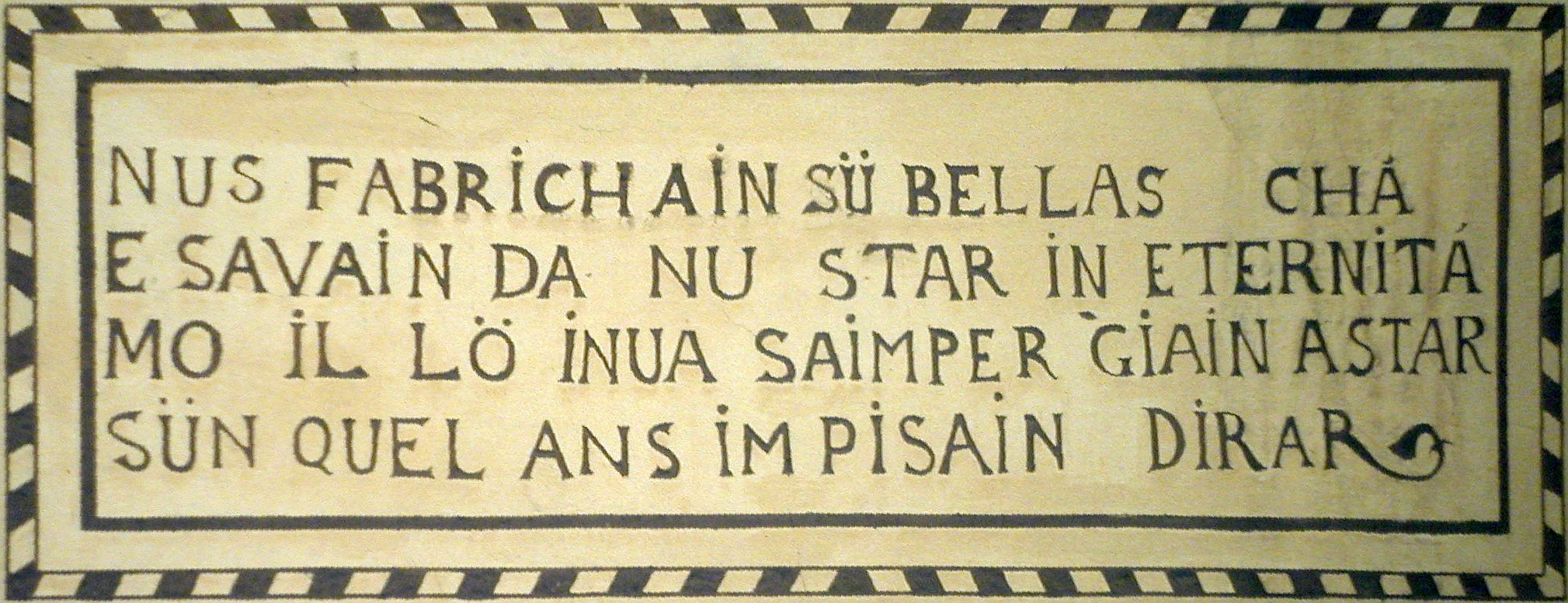
Sgraffito in Guarda. Deutsche Übersetzung: Wir errichten schöne Häuser und wissen, dass wir nicht ewig bleiben. Aber an den Ort, wo wir hingehen, um für immer zu bleiben, denken wir nur selten.

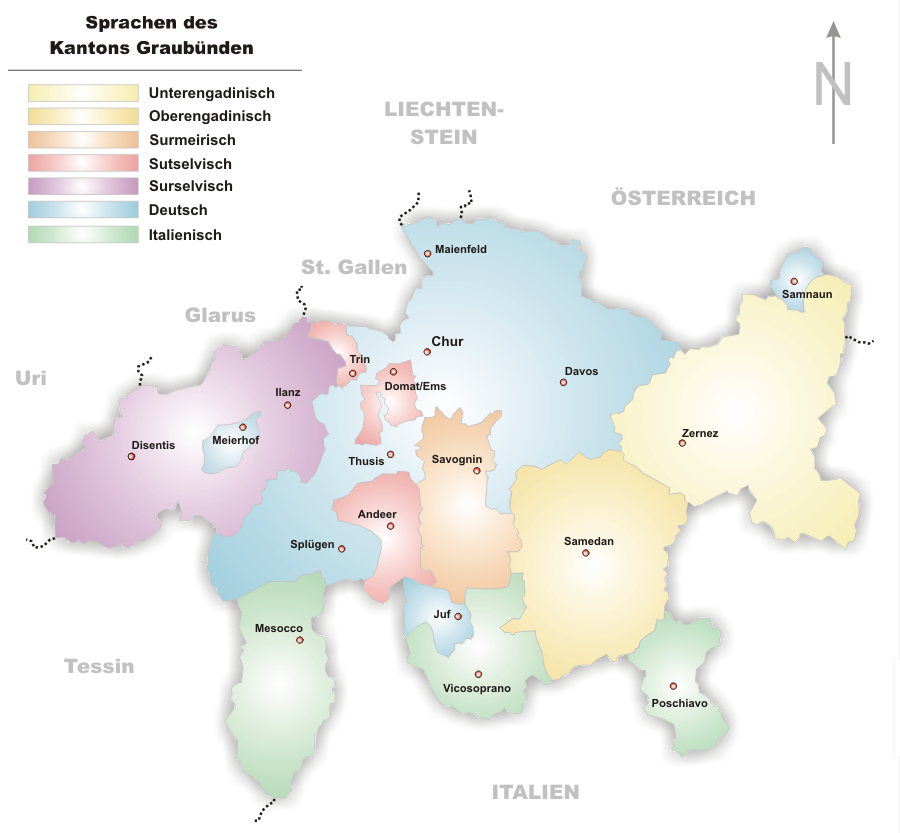
Verbreitungsgebiet der einzelnen romanischen Idiome im Kanton Graubünden. Der gelbe Bereich im Osten bezeichnet die Verbreitung von Vallader inklusive Jauer in der Val Müstair.

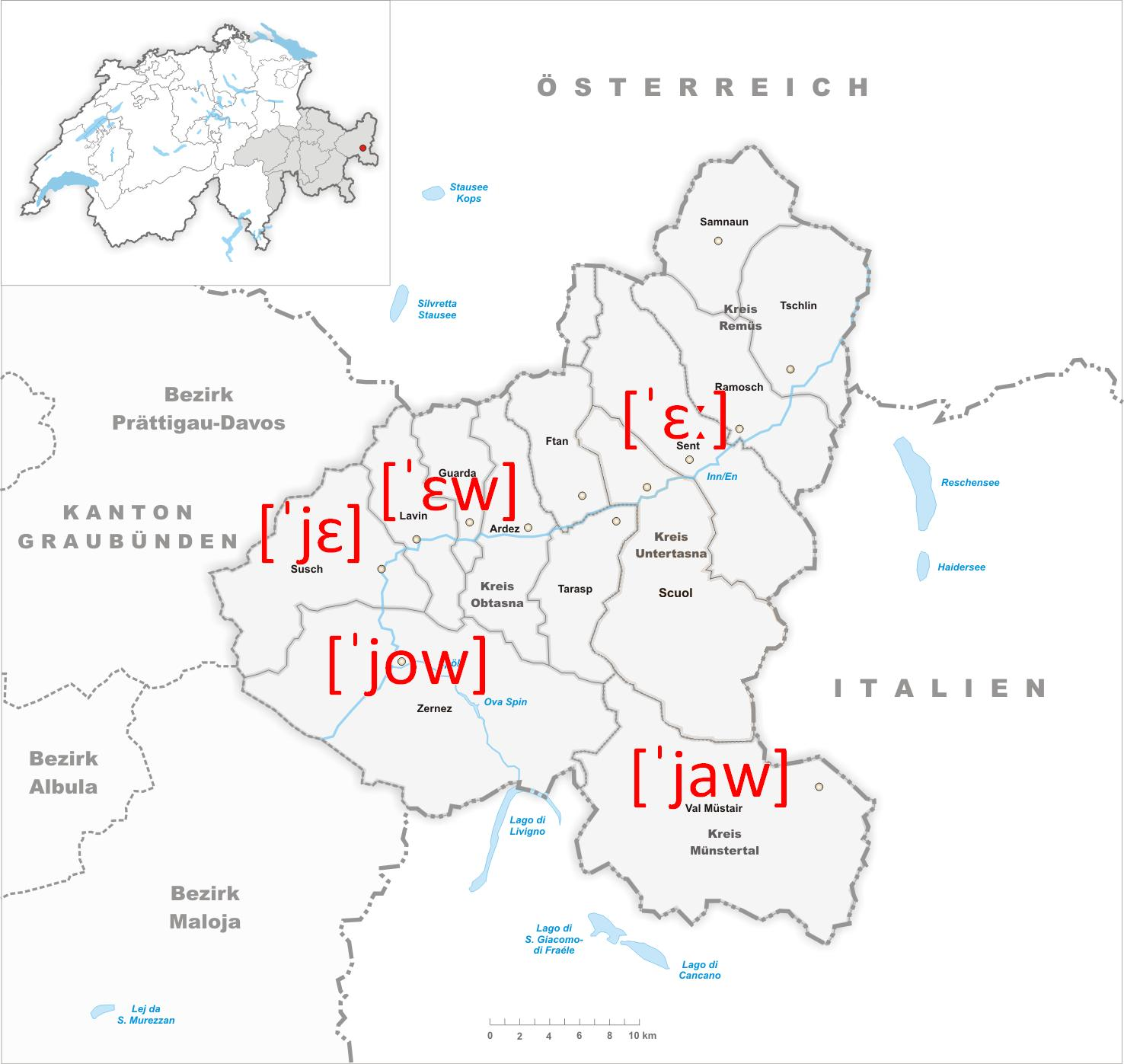
Die Aussprache des Wortes eu (deutsch ich) in den verschiedenen Dialekten des Unterengadins und der Val Müstair, Stand 1962. Wann genau der Laut /g/ des zugrunde liegenden, lateinischen Wortes ego verloren ging, ist nicht klar, zumindest im Schriftbild war der Buchstabe g in der zweiten Hälfte des 18. Jahrhunderts noch vorhanden: eug.

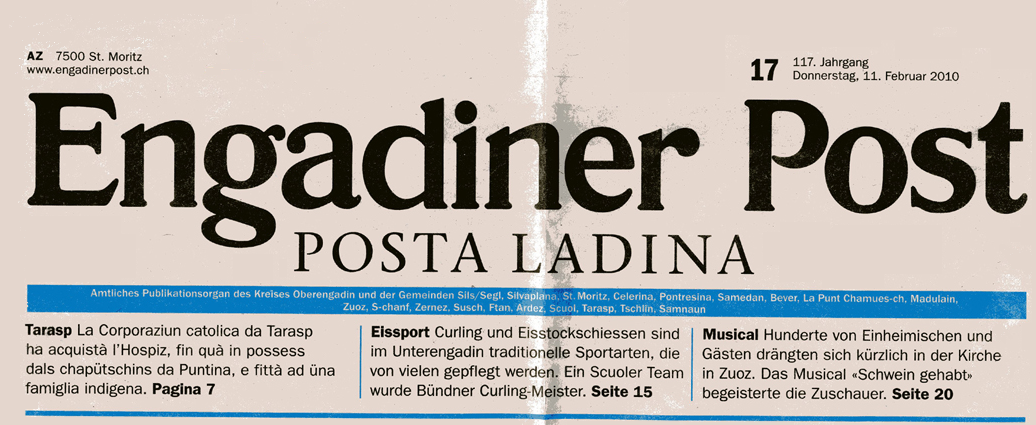
Die drei Mal wöchentlich erscheinende Zeitung Engadiner Post / Posta Ladina erscheint zwar im Oberengadin, doch etwa 80 % der rätoromanischen Artikel sind in Vallader.

Vallader (Aussprache [vɐˈlaːdɛr], deutsch auch Unterengadinisch) ist ein bündnerromanisches Idiom und wird im Unterengadin zwischen Martina und Zernez sowie in der Val Müstair, beide Gebiete im Osten des Kantons Graubünden, gesprochen.

## Einordnung
Vallader ist eine Variante des Ladin und damit eines der fünf Idiome des Bündnerromanischen. Vallader wird sowohl im Unterengadin, als auch in der benachbarten Val Müstair, dort in der Variante des Jauer, gesprochen. Insgesamt hat Vallader ca. 7000 Sprecher.
Vallader hat wie alle fünf bündnerromanischen Idiome Schriftsprachcharakter: Die Sprache hat eine komplexe, einheitliche Grammatik, verfügt über Wörterbücher (auch online), eine literarische Szene sowie Lehrmittel zu vielen Schulfächern.

## Charakteristika

### Vergleich Bündnerromanisch
Viele Merkmale teilt Vallader mit dem oberengadinischen Idiom Puter. Auf lexikalischer Ebene sind sich die Sprachen so ähnlich, dass ein gemeinsames Wörterbuch existiert. Mit Puter teilt Vallader phonetisch die gerundeten Palatale [y] und [ø], die im übrigen Bündnerromanisch nicht vorkommen. Dies äussert sich auch für den Laien gut sichtbar durch die zahlreichen ü und ö im Schriftbild.
Ebenfalls teilen die beiden Idiome den Besitz eines Passà defini und eines Passà anteriur, die beide in den anderen Idiomen nicht bzw. nicht mehr vorkommen. Die beiden Zeitformen entsprechen dem italienischen Passato remoto und dem französischen Passé simple. Auch in den beiden ladinischen Idiomen sind diese Zeitformen der Literatur vorbehalten. Im Altsurselvischen existierte eine solche synthetische Präteritalform ebenfalls.

### Vergleich Puter
Verglichen mit Puter sind sich in Vallader Schrift und Aussprache näher: Im Grossen und Ganzen lässt sich die Aussprache in Vallader aus der Schrift ableiten.
Verben der ersten Konjugation enden in Vallader auf betontes -ar, während sie in Puter konsequent auf betontes -er enden.
Eher gross sind die Unterschiede zwischen den beiden Idiomen in der Konjugation, zum Beispiel im Präsens von avair (dt. haben):
| Idiom    | 1. Sg.   | 2. Sg.  | 3. Sg. | 1. Pl.     | 2. Pl.                   | 3. Pl.   |
| -------- | -------- | ------- | ------ | ---------- | ------------------------ | -------- |
| Puter    | eau d’he | tü hest | el ho  | nus avains | vus avais                | els haun |
| Vallader | eu n’ha  | tü hast | el ha  | nus vain   | vus vaivat/avaivat/avais | els han  |

### Germanismen
Wie auch die anderen bündnerromanischen Idiome enthält Vallader viele Germanismen auf der Ebene des Wortschatzes, der Phraseologie und auf der Ebene der Grammatik. Dabei beziehen sich die Beispiele im lexikalischen Bereich durchaus auch auf Begriffe des täglichen Gebrauchs oder der alpinen Umwelt und beschränken sich nicht etwa auf Neologismen, von denen eine Übernahme in den eigenen Wortschatz nahe liegt.
Beispiele auf lexikalischer Ebene sind: god (aus ahd. wald), nüzzaivel (dt. nützlich), stambuoch (dt. Steinbock) oder rispli (dt. Bleistift, aus Schweizerdeutsch risbli, Reissblei).
Als Beispiele auf phraseologischer Ebene fallen die zahlreichen Verbindungen von Verb und Adverb auf, zum Beispiel far aint (dt. einmachen), crescher sü (dt. aufwachsen) oder ir giò (dt. untergehen). Auch Lehnübersetzungen aus dem (Schweizer-)Deutschen der Art avair gugent (dt. gernhaben) sind für eine romanische Sprache ungewöhnlich. Der italienische Sprachwissenschaftler Graziadio Ascoli prägte für dieses gemeinbündnerromanische Phänomen in den 1880er Jahren das Schlagwort materia romana e spirito tedesco (dt. romanische Grundmasse und deutscher Geist).
Es gibt auch kombinierte lexikalisch-phraseologische Germanismen, zum Beispiel far ün strich tras il quint, deutsch einen Strich durch die Rechnung machen.
Im Bereich der Grammatik sind zu nennen: die Inversion nach Adverbien am Satzanfang, die Verwendung des Konjunktivs in der indirekten Rede oder die Sperrung von Hilfsverb und Partizip durch weitere Satzteile im Perfekt und in anderen periphrastischen Verbformen.

## Dialekte

### Allgemein
In der gesprochenen Sprache verwenden die Unterengadiner und Münstertaler örtliche Dialekte, die durchaus stark von der Standardsprache abweichen können. Die Sprecher können die Herkunft ihres Gesprächspartners im Allgemeinen auf den Ort genau feststellen. So gibt es zum Beispiel für das Wort eu (dt. ich) die folgenden örtlichen Aussprachen:
[ˈɛː], [ˈɛw], [ˈjɛ], [ˈjɐ], [ˈjow] und [ˈjaw].

### Jauer
Jauer ist die Bezeichnung für den Dialekt des Vallader, der in der Val Müstair gesprochen wird.
Jauer kennzeichnet sich aus durch die Betonung der Verben der 1. Konjugation auf der zweitletzten Silbe und dem Wechsel der Endung von -ar zu -er. Zudem wird betontes a diphthongiert. Beispiel: Das chantàr (dt. singen) des Standard-Vallader wird zu Jauer chàunter.
Jauer besitzt keine schriftsprachliche Tradition. Allerdings erschien 2007 erstmals ein Geschichtenband in Jauer.
In den Schulen der Val Müstair wurde bis 2008 Vallader als Unterrichtssprache verwendet, danach für kurze Zeit Rumantsch Grischun. Dies wurde aber auf Grund der Volksabstimmung im Frühjahr 2012 wieder rückgängig gemacht.

### Samnauner Dialekt
Samnaun (in Vallader Samignun) ist heute deutschsprachig (Tirolerisch), gehörte aber ursprünglich ebenfalls zum Sprachgebiet des Vallader. Eine erste Zuwendung zum Tirolerischen geschah bereits um 1675. 1830, gleichzeitig mit dem Ausbau des Säumerwegs ins Tirolerische Spiss führte ein Tiroler Lehrer die deutsche Sprache als Unterrichtssprache ein. Letzter Sprecher des Samnauner Rätoromanischen war Augustin Heiß, der 1935 starb. In anderen Quellen werden auch die beiden Schwestern Prinz mit den Jahrgängen 1830 und 1837 als „letzte Trägerinnen des Samnauner Romanentums“ erwähnt.
Bekannt ist, dass sich die Aussprache schon länger dem deutschen bzw. Tirolerischen angenähert hatte. Belegt sind unter anderem:
| Samnauner Dialekt | Vallader | Deutsch     |
| ----------------- | -------- | ----------- |
| baiber            | baiver   | trinken     |
| barva             | barba    | Onkel, Bart |
| nelja, neela      | nöglia   | nichts      |
| veela             | vöglia   | Wille       |
| fim               | füm      | Rauch       |
| glim              | glüm     | Licht       |
| tavo              | davo     | nach        |
| turmir            | durmir   | schlafen    |

## Erste Schriften und Autoren
Bereits 1536 übersetzte Philipp Gallicius wichtige Bibel- und Bekenntnistexte wie das Unser-Vater-Gebet, das Apostolikum, die Zehn Gebote und einige Psalmen in die gesprochene Sprache und gehört damit zu den Begründern der rätoromanischen Schriftsprache.
Als erstes gedrucktes Dokument in Vallader gilt das Psalmenbuch Vn cudesch da Psalms von Durich Chiampell aus dem Jahr 1562.
Im Unterengadin bestand im Jahre 1700 bereits eine erste romanische Zeitung, die Gazetta ordinaria da Scuol. 1774 regelte die Landesreforma den Sprachengebrauch im Freistaat der Drei Bünde, und im amtlichen Spriftgebrauch etablierte sich auch das Rätoromanische.
Wichtige Autoren, die in Vallader schrieben oder schreiben sind Peider Lansel, Men Rauch, Men Gaudenz, die Brüder Andri und Oscar Peer, Luisa Famos, Cla Biert, Leta Semadeni und Rut Plouda-Stecher.
Auch der Liedermacher Linard Bardill nutzt Vallader, wenn er nicht in Deutsch oder Rumantsch Grischun singt bzw. schreibt.

## Sprachbeispiele
Die folgenden Beispiele erlauben einen Vergleich von Vallader inklusive Jauer mit Rumantsch Grischun und dem Deutschen.

### Vallader
La vuolp d’eira darcheu üna jada fomantada. Qua ha’la vis sün ün pin ün corv chi tgnaiva ün toc chaschöl in seis pical. Quai am gustess, ha’la pensà, ed ha clomà al corv: „Che bel cha tü est! Scha teis chant es uschè bel sco tia apparentscha, lura est tü il plü bel utschè da tuots.“

### Jauer
La uolp d’era darchiau üna jada fomantada. Qua ha’la vis sün ün pin ün corv chi tegnea ün toc chaschöl in ses pical. Quai ma gustess, ha’la s’impissà, ed ha clomà al corv: „Cha bel cha tü esch! Scha tes chaunt es ischè bel sco tia apparentscha, lura esch tü il pü bel utschè da tots“.

### Rumantsch Grischun
La vulp era puspè ina giada fomentada. Qua ha ella vis sin in pign in corv che tegneva in toc chaschiel en ses pichel. Quai ma gustass, ha ella pensà, ed ha clamà al corv: „Tge bel che ti es! Sche tes chant è uschè bel sco tia parita, lura es ti il pli bel utschè da tuts.“

### Deutsch
Der Fuchs war wieder einmal hungrig. Da sah er auf einer Tanne einen Raben, der ein Stück Käse in seinem Schnabel hielt. Das würde mir schmecken, dachte er, und rief dem Raben zu: „Wie schön du bist! Wenn dein Gesang ebenso schön ist wie dein Aussehen, dann bist du der schönste von allen Vögeln.“